# Château de Vénac
Le château de Vénac, anciennement maison-forte de La Salle est un château situé à Veilhes, dans le Tarn (France).

## Historique
Le château de Vénac est mentionné pour la première fois en 1444, sous le nom de maison-forte de La Salle. Entre cette date et 1627, il est partagé entre deux familles, celles de Villeneuve et celle de Bousquet d'Aure. En 1627, la seconde famille rachète l'entièreté de la seigneurie de Vénac, et terminent la rénovation du château, débutée en 1550.
En 1715, après un mariage, le château est obtenu par la famille de La-Tour-Saint-Paulet. De nouveau à la suite d'un mariage, il entre dans la famille de Guibert en 1737. Ces nouveaux propriétaires entament de grands remaniements avec deux étages résidentiels.
Finalement, au XXe siècle, la totalité de la charpente et la tour ouest sont largement restaurées. Les propriétaires, toujours issus de la famille de Guibert, surélèvent alors d'un étage les tours et créent un grand escalier en marbre.

## Architecture
Le château de Vénac est un corps de logis rectangulaire, accompagnés de dépendances récentes. Il s'élève sur deux étages, et sa façade principale est flanquée de deux tours carrées sur trois étages. Elle se compose de quatre travées, dont une est occupée par la porte d'entrée à laquelle on accède par un perron. Les toitures sont en tuiles, et les façades couvertes d'un enduit beige.